# Bandiera rosso-nera

La bandiera rosso-nera

La bandiera rosso-nera è spesso collegata all'anarchia, anche se spesso la bandiera anarchica è semplicemente nera. La bandiera bicolore è divisa in diagonale: il nero può trovarsi in basso a destra e il rosso in alto a sinistra, e viceversa. La bandiera bicolore anarchica è spesso divisa anche in orizzontale, e generalmente il rosso sta in alto.

## Ipotesi sulle origini
Murray Bookchin reputa che si tratti di una creazione degli anarchici spagnoli fin dalla costituzione della Confederación Nacional del Trabajo (CNT) nel 1910. A partire da questa considerazione è spiegabile come la sua diffusione sia stata repentina in tutti i paesi neolatini, quelli maggiormente in contatto con la Spagna. Basta citare la presenza di bandiere rosso-nere sia durante il biennio rosso in Italia sia il loro uso da parte di Augusto Sandino in Nicaragua. Lo storico statunitense Donald C. Hodges spende molte pagine circa l'origine anarco-sindacalista del movimento sandinista.
È noto, oggi, come questa considerazione di Bookchin sia errata. È vero che la bandiera rosso-nera è sempre stata presente in Spagna, ma non è vero che la sua "invenzione" sia da attribuire alla CNT, anzi: la bandiera rosso-nera non si è diffusa dalla Spagna al resto del mondo neolatino ma, al contrario, si è diffusa da due paesi neolatini verso la Spagna.

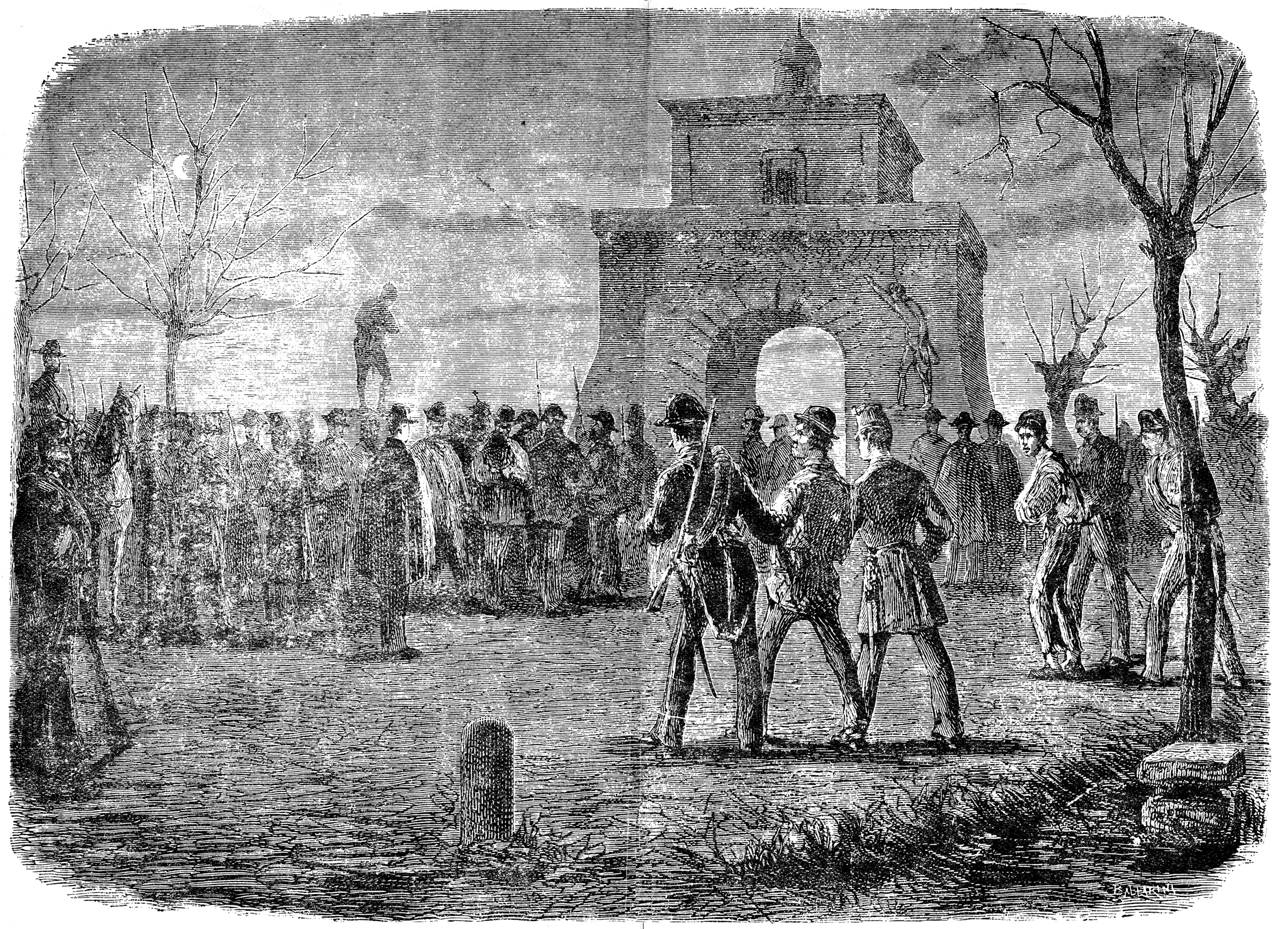
L'arresto della banda del Matese, nell'aprile 1877

Per molti storici (ed anche per molti anarchici) la bandiera rosso-nera è associata con l'anarco-sindacalismo, più che con l'anarchismo. Nonostante questa considerazione, la prima apparizione di una bandiera rosso-nera è tutta italiana e precedente alla nascita del sindacalismo.

## Storia
Il primo riferimento ai colori rosso e nero si trova nel proclama del Comitato Nazionale per la Rivoluzione Sociale. Il comitato fu costituito da anarchici e repubblicani nell'inverno tra il 1873 e il 1874.
Nell'agosto del 1874, nel fallito tentativo insurrezionale di Castel del Monte, vennero utilizzate coccarde rosso-nere.
Nell'aprile 1877 gli anarchici della Banda del Matese, guidati da Errico Malatesta e Carlo Cafiero, issarono sul municipio di Letino la bandiera rosso-nera. L'episodio è citato non solo dalla bibliografia specializzata ma è anche registrato nei verbali del processo di Benevento del 1878 contro i componenti della stessa banda.
Quasi contemporaneamente, la bandiera rosso-nera appare in Messico, durante la protesta del 14 dicembre 1879 a Città del Messico.
Da notare che il legame tra il movimento anarchico italiano e quello messicano è sempre stato molto forte, poiché entrambi provenivano dall'esperienza della Prima Internazionale, entrambi avevano una forte connotazione antiautoritaria, entrambi - assieme alla federazione svizzera del Giura - erano impegnati sia nell'organizzazione del movimento sia nella propaganda del fatto.